# World Surf League Europe
La World Surf League Europe (WSL Europe) est une des sept divisions régionales de la World Surf League, comprenant également Australasia, North America, South-America, Hawaii, Africa et Japan.
La WSL Europe est responsable du développement du surf professionnel en Europe et délivre les Titres de Champions d'Europe dans les catégories suivantes :
- Qualifying Series hommes et femmes.
- Junior Qualifying Series hommes et femmes.
- Longboard Qualifying Series hommes et femmes.

## Historique

### Transition vers la WSL
Fondée en 1989, l'E.P.S.A a été créée pour promouvoir le surf professionnel en Europe, les surfeurs ainsi que les promoteurs d'événements. Chaque année ce circuit professionnel comprend des compétitions d'avril à novembre, dans les catégories QS, Juniors, Longboards et événements spéciaux. Les îles Canaries, la France, le Portugal, l'Espagne, l'Angleterre, l'Irlande et les Açores organisent des compétitions sur les plages réputée pour leur conditions de surf.
Plus de 300 surfeurs européens et internationaux participent à ces événements chaque année.
L'EPSA sera plus tard renommée "ASP Europe", puis WSL Europe au 1er janvier 2015.

## Licence Sportive WSL
Les licences WSL sont uniquement accessibles aux individuels. Pour plus d'informations, visitez le site de la WSL.

## Circuits de la WSL Europe
- WSL Europe Men's Qualifying Series;
- WSL Europe Women’s Qualifying Series;
- WSL Europe Men and Women's Junior Qualifying Series
- WSL Europe Men and Women's Longboard Qualifying Series et
- WSL Europe Specialty Events.

### WSL Europe Qualifying Series events
Les évènements QS sont hiérarchisés selon le nombre de points offerts au vainqueur, du QS1,000 au QS10,000. Le QS10,000 est la compétition reine du circuit qualificatif international, puisqu'il offre 10,000 points au vainqueur et une enveloppe totale de $250,000 à partager entre les participants masculins. Le calendrier des événements QS est disponible en ligne.

### WSL Junior Qualifying events
En 2018, 4 Juniors Hommes and 2 Juniors Femmes représenteront l'Europe aux prestigieux "WSL World Junior Championship". Les compétitions Juniors en Europe permettent de décider qui pourra représenter la région lors de cette compétition. Les surfeurs doivent être âgés de 18 ans maximum. Le calendrier des événements Junior est disponible en ligne.

### WSL Longboard Qualifying events
De même que pour les épreuves Juniors, ces évènements permettent aux longboardeurs de se qualifier pour le(s) compétition(s) du prestigieux WSL World Longboard Championship. Le calendrier des événements Longboard est disponible en ligne.

## Règles

### Notation
En compétition, les surfeurs sont notés sur une échelle de 0.1 à 10.0. Leurs scores peuvent être attribués au dixième près. L'échelle suivante peut être utilisée pour décrire un score.
- 0–1.9 = Pauvre
- 2.0–3.9 = Correct
- 4.0–5.9 = Moyen
- 6.0–7.9 = Bon
- 8.0–10.0 = Excellent

### Critères de Notation
Les juges vont noter un surfeur sur sa capacité à allier les critères suivants sur chaque vague. 
- Engagement et degré de difficulté
- Manœuvres innovantes et progressives
- Combinaison de plusieurs manœuvres importantes
- Variété des manœuvres
- Vitesse, puissance et enchaînement

Certains de ces éléments peuvent être plus ou moins importants suivant les conditions de surf et l'endroit de pratique de la compétition. Ces critères sont également différents dans les compétitions de longboard. Tout cela a été créé afin d'installer une certaine cohérence dans le jugement à travers toutes les compétitions de la WSL.
Sur toutes les compétitions de la World Surf League, une équipe composée de 7 juges délivre des scores afin de déterminer le classement de chaque série. Parmi eux, 5 sont actifs simultanément et 2 sont en pause. Sur les 5 scores attribués au surfeur à l'issue d'une vague surfée, la note la plus haute ainsi que la plus basse sont retirées afin de faire une moyenne des 3 restantes. Chaque score est attribué sur une échelle de 0 à 10 (10 étant la note parfaite), et 2 vagues sont comptabilisées pour obtenir un total sur 20 points. Le surfeur avec le total le plus élevé se qualifie pour la manche suivante, suivant le format de compétition le second surfeur dans la série peut également se qualifier.
Par ailleurs, pour les compétitions des Qualifying Series, il ne peut y avoir plus de 3 juges provenant de la même région. Cette règle est limitée à 2 pour les événements du Championship Tour. Chaque compétition se doit également d'avoir un chef juge qui est capable et autorisé à effectuer des corrections de score ou de gérer toute autre situation qui pourrait altérer les résultats d'une série.

### Règles
Il existe de nombreuses règles définissant les paramètres d'évolution des surfeurs dans l'eau. Premièrement, le surfeur qui se situe le plus près de l'endroit où la vague casse dispose de la priorité par rapport aux autres, cela est couramment appelé "avoir l'intérieur". Si un surfeur se lève devant celui qui dispose de l'intérieur, une interférence peut être attribuée au premier, et des pénalités applicables. Dans la plupart des cas, il ne s'agit pas de savoir qui s'est levé le premier mais bien de la position des deux participants.   
Un surfeur peut aussi récolter une interférence s'il attrape plus de vagues que le maximum autorisé dans une série, et que cela limite les possibilités de ses adversaires. Les surfeurs n'ont pas le droit de gêner leurs adversaires dans la rame, ou leur évolution sur la vague.  
Les règles de priorité varient légèrement suivant le type de vague rencontrée sur l'endroit de compétition. Quand une vague déferle le long d'une pointe, le surfeur ayant la priorité est celui le plus au large et près du point de déferlement. Dans le cas d'un peak unique avec une droite et une gauche, deux surfeurs peuvent évoluer sur la même vague si l'un part à gauche, l'autre à droite et ni l'un ni l'autre ne croisent le chemin de leur adversaire sur leur trajectoire. Si cela arrive, alors le surfeur le premier debout sera considéré comme ayant priorité sur l'autre. Quand plusieurs peaks sont présents, et que les vagues se rejoignent, deux surfeurs peuvent évoluer sur leur vague, et lorsque celles-ci se rejoignent, c'est le surfeur levé en premier qui aura la priorité, et le second doit quitter la vague sans gêner le premier.   
Dans un format de compétition en un contre un, la priorité est déclarée par le Chef juge. Quand le surfeur prioritaire a ramé pour une vague, la priorité passe au second surfeur, jusqu'à ce qu'il fasse de même. Le surfeur non prioritaire peut ramer et prendre des vagues s'il n'interfère pas avec le surfeur prioritaire.   
Le surfeur disposant de la priorité sur une vague, garde cette priorité pour toute la durée de la vague. Si un autre surfeur démarre sur la même vague en position intérieure, il n'obtient pas la priorité. Si ce dernier n'altère pas la vague du surfeur prioritaire, alors il peut continuer à surfer et les deux scores seront pris en compte. Si les juges déterminent que cela a altéré les conditions pour le surfeur prioritaire, alors ils peuvent décider de pénaliser le second surfeur.
Les interférences sont déclarées par les juges et doivent recueillir la majorité des votes des juges pour être effectives. Elles sont notées sous la forme d'un triangle sur les feuilles de score, et peuvent avoir différentes formes suivant le moment où elles ont été perpétrées dans la série. Si trois vagues ou plus sont notées, alors l'un des scores sera abandonné. Si seulement deux scores sont comptabilisés, le second meilleur score sera diminué de 50 %. Si un surfeur reçoit une seconde interférence, alors son meilleur score qui sera diminué de 50 % également. Le surfeur qui a été gêné par l'interférence dispose du droit de prendre une vague de plus, dans les limites du temps de la série. Si un surfeur commet plus de deux interférences, il doit sortir de la zone de compétition.

## Champions WSL Europe

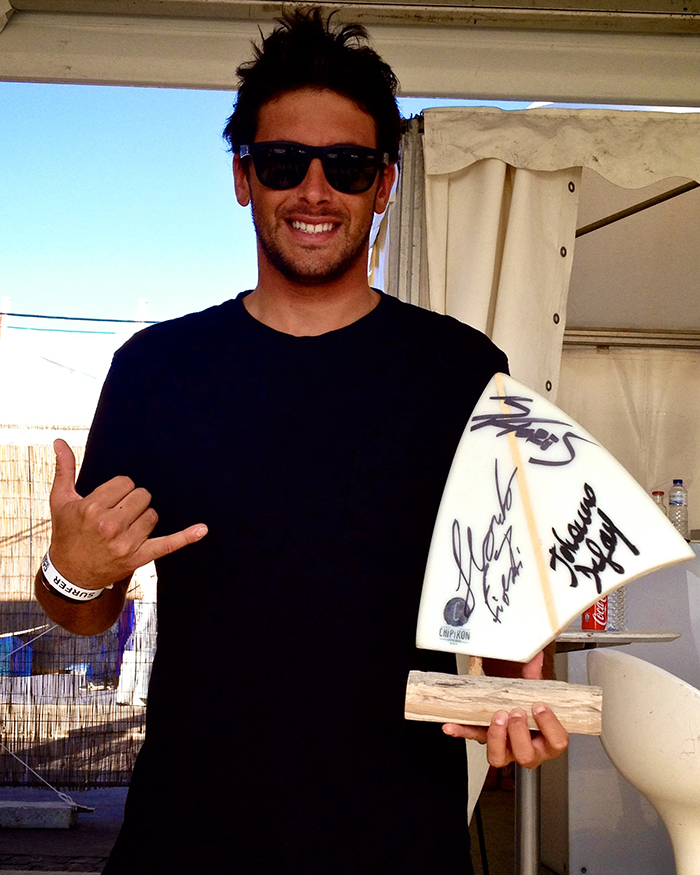
Le Français Jérémy Florès, Champion 2013 de l'ASP Europe

| Année   | Hommes                                 | Femmes                                 |
| ------- | -------------------------------------- | -------------------------------------- |
| 2023-24 | Tiago Carrique (FRA)                   | Yolanda Hopkins (POR)                  |
| 2022-23 | Marco Mignot (FRA)                     | Yolanda Hopkins (POR)                  |
| 2021-22 | Maxime Huscenot (FRA)                  | Teresa Bonvalot (POR)                  |
| 2021    | Vasco Ribeiro (POR)                    | Leticia Canales Bilbao (ESP)           |
| 2020    | No Competition Due To COVID19 Pandemic | No Competition Due To COVID19 Pandemic |
| 2019    | Jorgann Couzinet (FRA)                 | Pauline Ado (FRA)                      |
| 2018    | Jorgann Couzinet (FRA)                 | Pauline Ado (FRA)                      |
| 2017    | Jorgann Couzinet (FRA)                 | Carol Henrique (POR)                   |
| 2016    | Jonathan González (ESP)                | Pauline Ado (FRA)                      |
| 2015    | Pedro Henrique (POR)                   | Pauline Ado (FRA)                      |
| 2014    | Joan Duru (FRA)                        | Pauline Ado (FRA)                      |
| 2013    | Jérémy Florès (FRA)                    | Johanne Defay (FRA)                    |
| 2012    | Marlon Lipke (GER)                     | Pauline Ado (FRA)                      |
| 2011    | Romain Cloitre (FRA)                   | Justine Dupont (FRA)                   |
| 2010    | Marc Lacomare (FRA)                    | Pauline Ado (FRA)                      |
| 2009    | Joan Duru (FRA)                        | Lee-Ann Curren (FRA)                   |
| 2008    | Tim Boal (FRA)                         | Justine Dupont (FRA)                   |
| 2007    | Aritz Aranburu (ESP)                   | Lee-Ann Curren (FRA)                   |
| 2006    | Michel Bourez (PYF)                    |                                        |
| 2005    | Patrick Beven (FRA)                    | Caroline Sarran (FRA)                  |
| 2004    | Justin Mujica (POR)                    | Caroline Sarran (FRA)                  |
| 2003    | Patrick Beven (FRA)                    |                                        |
| 2002    | Eric Rebière (FRA)                     |                                        |
| 2001    | Eneko Acero (EUK)                      |                                        |
| 2000    | Eric Rebière (FRA)                     | Patricia Rossi (PYF)                   |

| Année | Junior hommes             | Junior femmes                    |
| ----- | ------------------------- | -------------------------------- |
| 2023  | Sam Piter (FRA)           | Annette Gonzalez Etxabarri (EUK) |
| 2022  | Bitor Garitaonandia (EUK) | Janire Gonzalez Etxabarri (EUK)  |
| 2021  | Adur Amatriain (ESP)      | Janire Gonzalez Etxabarri (EUK)  |
| 2020  | Kauli Vaast (FRA)         | Janire Gonzalez Etxabarri (EUK)  |
| 2019  | Kauli Vaast (FRA)         | Mafalda Lopes (POR)              |
| 2018  | Marco Mignot (FRA)        | Nadia Erostarbe (EUK)            |
| 2017  | Kauli Vaast (PYF)         | Teresa Bonvalot (POR)            |
| 2016  | Titouan Boyer (FRA)       | Teresa Bonvalot (POR)            |
| 2015  | Nelson Cloarec (FRA)      | Juliette Brice (FRA)             |
| 2014  | Vasco Ribeiro (POR)       | Tessa Thyssen (FRA)              |
| 2013  | Leonardo Fioravanti (ITA) | Johanne Defay (FRA)              |
| 2012  | Ramzi Boukhiam (MAR)      | Cannelle Bulard (FRA)            |
| 2011  | Medi Veminardi (REU)      | Johanne Defay (FRA)              |
| 2010  | Charly Martin (FRA)       | Pauline Ado (FRA)                |
| 2009  | Marc Lacomare (FRA)       | Johanne Defay (FRA)              |
| 2008  | Maxime Huscenot (FRA)     | Alizé Arnaud (FRA)               |
| 2007  | Romain Cloitre (FRA)      | Pauline Ado (FRA)                |
| 2006  | Joan Duru (FRA)           |                                  |
| 2005  | Jérémy Florès (FRA)       | Pauline Ado (FRA)                |
| 2004  | Marlon Lipke (GER)        |                                  |
| 2000  | Patrick Beven (FRA)       |                                  |

| Année   | Longboard hommes      | Longboard femmes        |
| ------- | --------------------- | ----------------------- |
| 2023/24 | Edouard Delpero (FRA) | Alice Lemoigne (FRA)    |
| 2022    | Nicolas Andrade (ESP) | Alice Lemoigne (FRA)    |
| 2021    | No Competitions       | No Competitions         |
| 2020    | Edouard Delpero (FRA) | Alice Lemoigne (FRA)    |
| 2019    | Edouard Delpero (FRA) | Alice Lemoigne (FRA)    |
| 2018    | Edouard Delpero (FRA) | Justine Dupont (FRA)    |
| 2017    | Antoine Delpero (FRA) | Alice Lemoigne (REU)    |
| 2016    | Antoine Delpero (FRA) | Alice Lemoigne (REU)    |
| 2015    | Antoine Delpero (FRA) | Alice Lemoigne (REU)    |
| 2014    | Edouard Delpero (FRA) | Justine Dupont (FRA)    |
| 2013    | Aucune Épreuve        | Aucune Épreuve          |
| 2012    | Antoine Delpero (FRA) | Alice Lemoigne (REU)    |
| 2011    | Ben Skinner (GBR)     | Emilie Libier (FRA)     |
| 2010    | Antoine Delpero (FRA) | Estitxu Estremo (EUK)   |
| 2009    | Ben Skinner (GBR)     | Candice O'Donnell (GBR) |
| 2008    | Michel Demont (PYF)   | Claire Karabatsos (FRA) |
| 2007    | Michel Demont (PYF)   | Claire Karabatsos (FRA) |
| 2006    |                       | Claire Karabatsos (FRA) |
| 2005    |                       | Claire Karabatsos (FRA) |
| 2004    |                       | Claire Karabatsos (FRA) |
| 2003    |                       | Claire Karabatsos (FRA) |